# هق
هق هي قرية في مقاطعة أشنوية، إيران. يقدر عدد سكانها بـ 1017 نسمة بحسب إحصاء 2016.